# 罗克·萨恩斯·佩尼亚大道

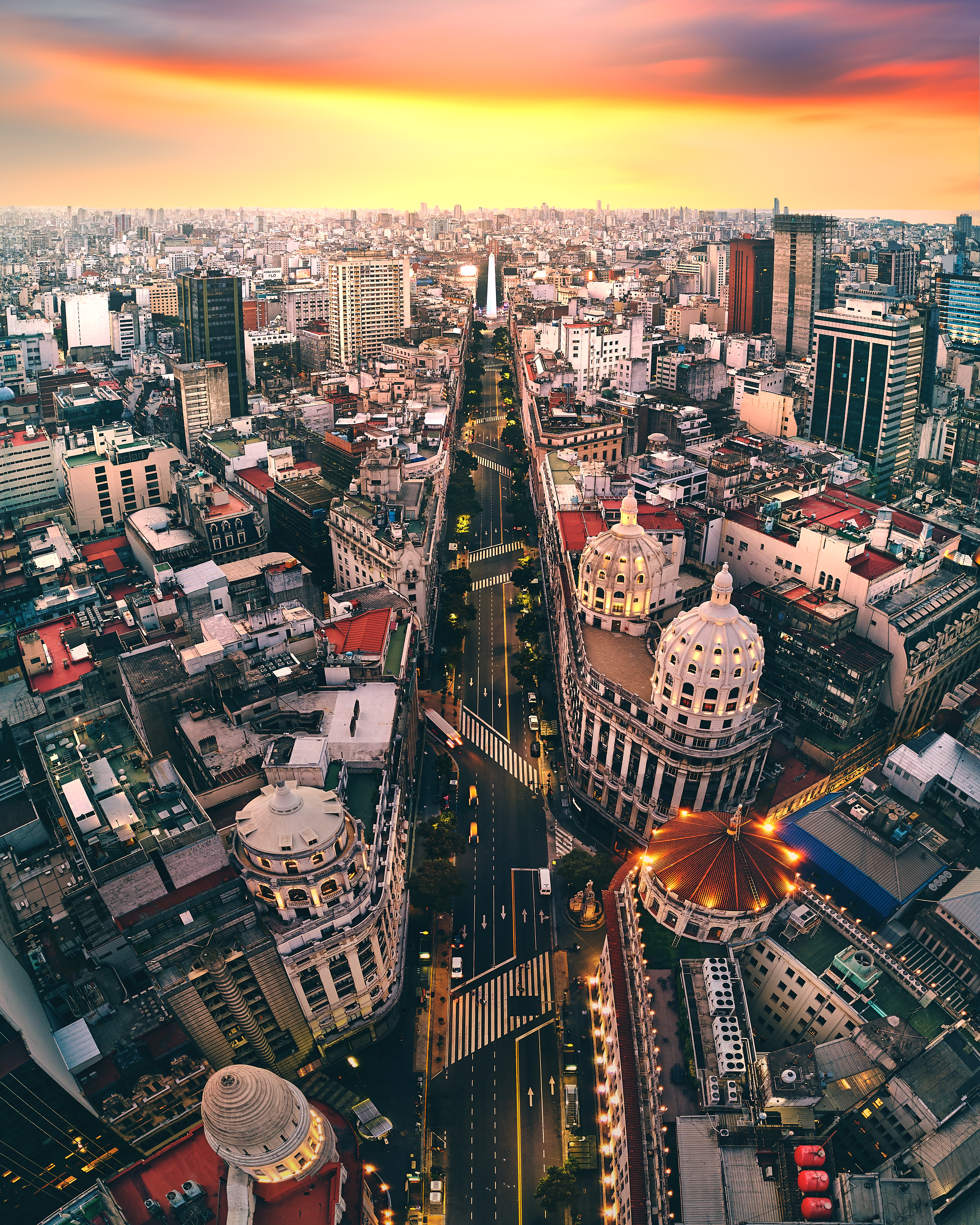
北对角线

罗克·萨恩斯·佩尼亚大道（西班牙语：Avenida Roque Sáenz Peña）俗称北对角线（Diagonal Norte），与南对角线相对，是阿根廷布宜诺斯艾利斯圣尼古拉斯街区的一条重要干道。其走向为东南/西北，对角切开市中心的棋盘街区。它得名于罗克·萨恩斯·佩尼亚总统（1910-1914年在位），他通过了《萨恩斯·佩尼亚法》，确立了全民公决、秘密选票和选举登记册。
五月广场的北角是罗克·萨恩斯·佩尼亚大道的起点，即里瓦达维亚大道和圣马丁街转角，就在市政厅北面。它直接向西北方向，对角穿过以下街道：Bartolomé Mitre, Juan Domingo Perón 和 Sarmiento, 佛罗里达街, Maipú, Esmeralda, Suipacha 和 Carabelas passage, 在到达布宜诺斯艾利斯方尖碑所在的共和国广场之前，七月九日大道与科林特斯大道相交。对角穿过这个十字路口，然后继续对角穿过下一个十字路口，即拉瓦莱街和自由街的交汇处拉瓦莱广场，与阿根廷国家司法宫相对。
在北对角线全线的下方，有布宜诺斯艾利斯地铁D线，沿线设有两个车站：主教座堂站（Catedral）和七月九日站（9 de julio），还有第三个车站（Tribunales）靠近其西端。C线也设有一个车站：北对角线（Diagonal Norte）。

## 景点

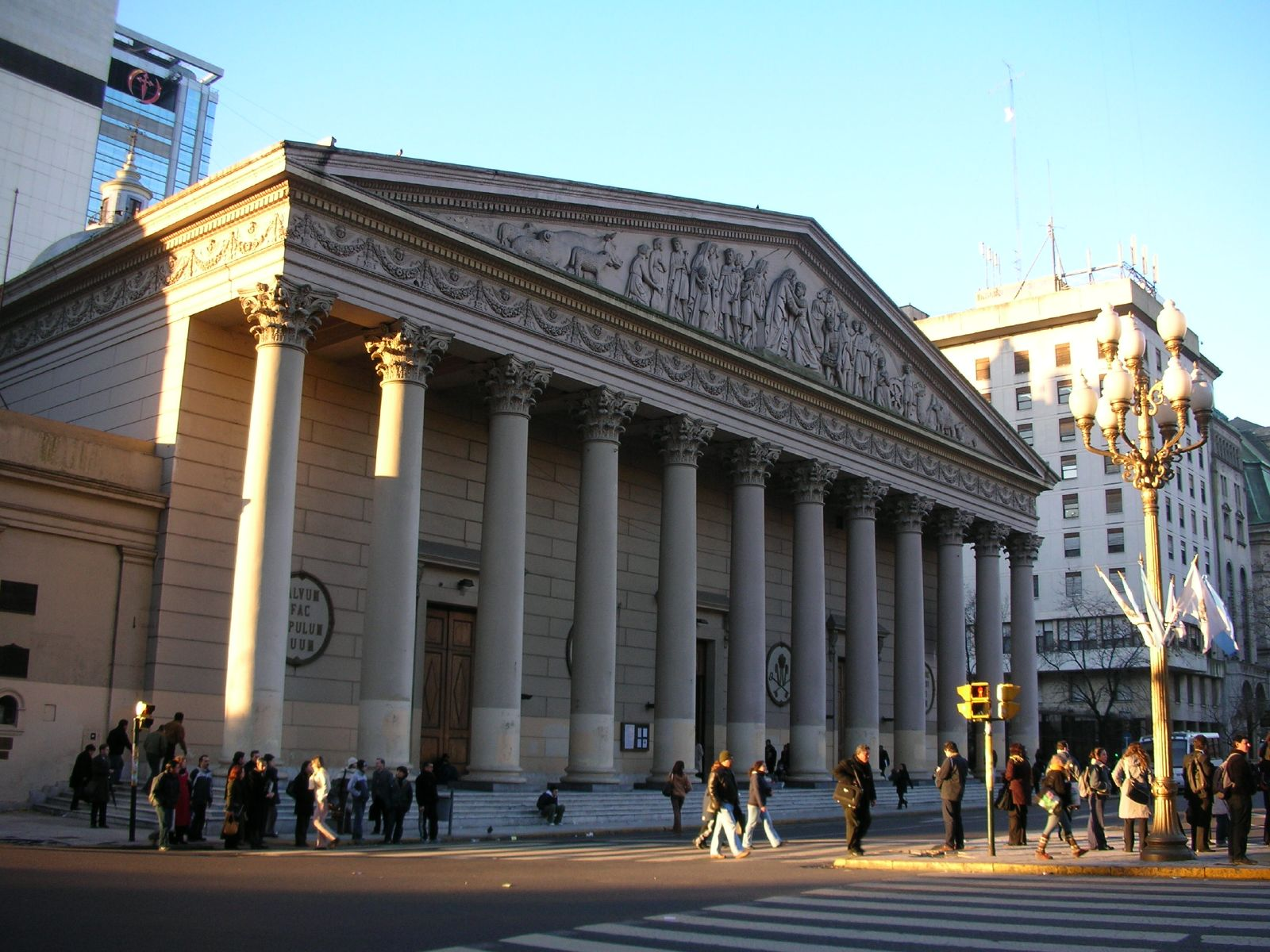
布宜诺斯艾利斯都主教座堂
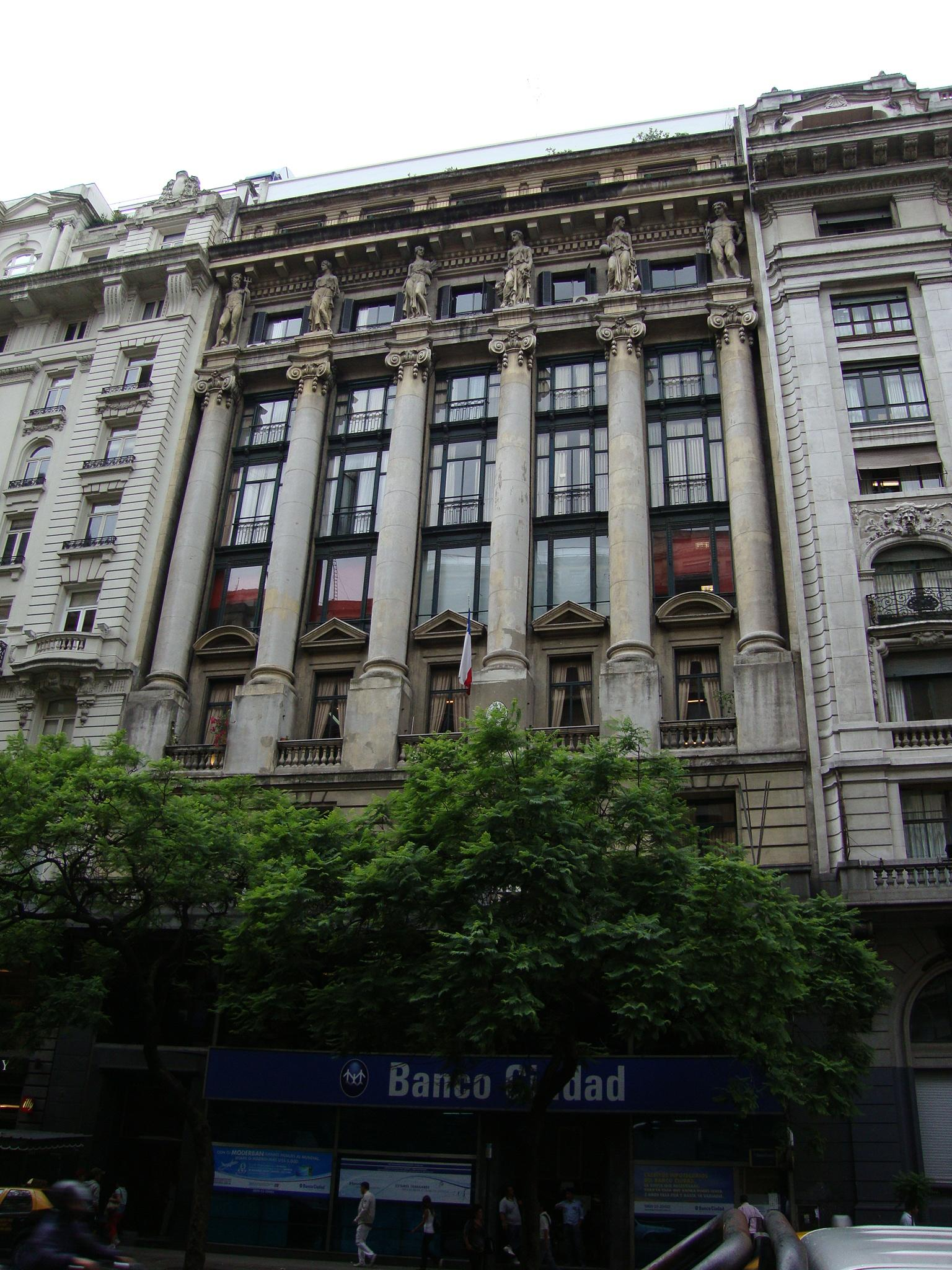
Menéndez Behety building
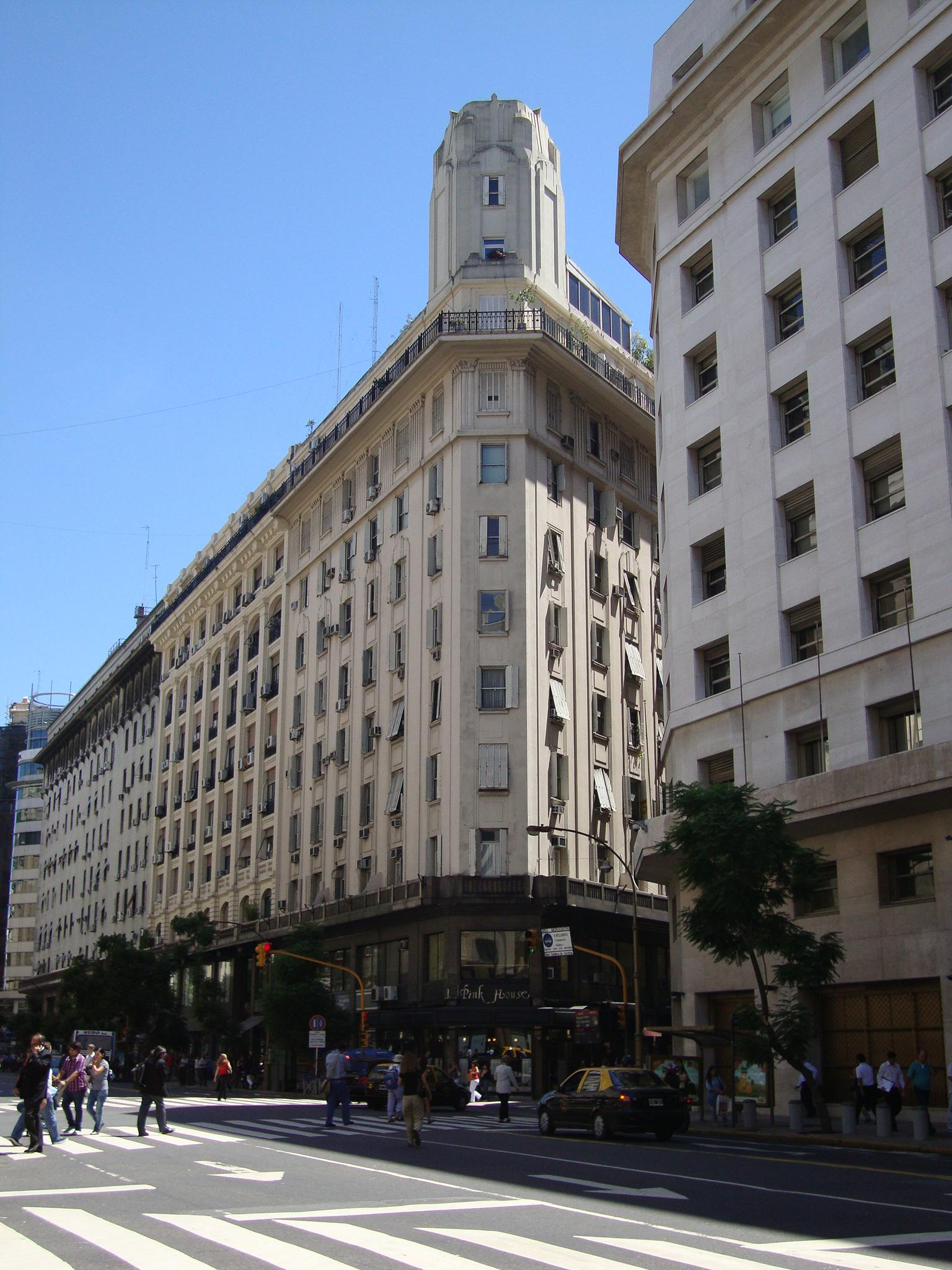
La Unión building
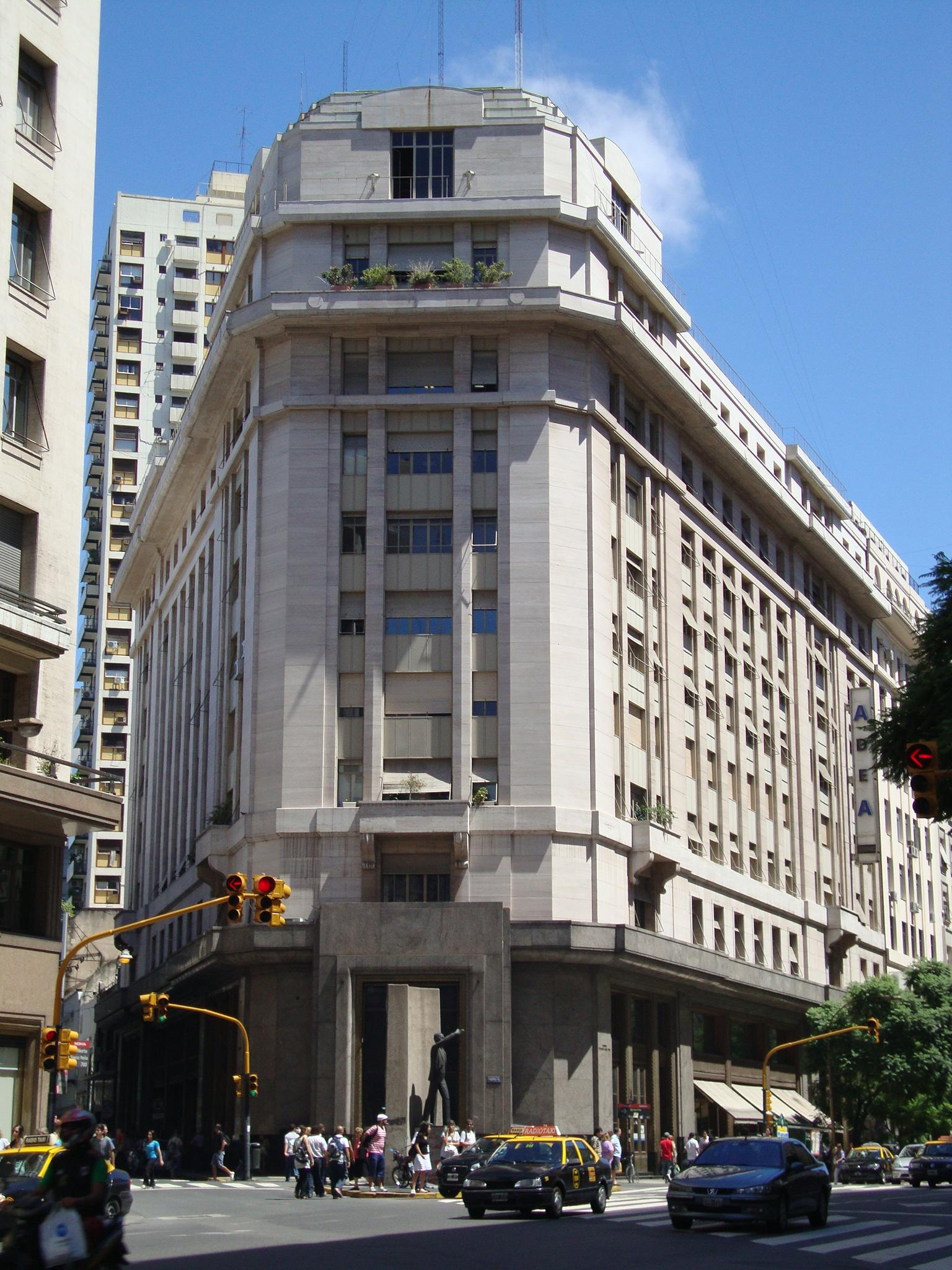
Volta building
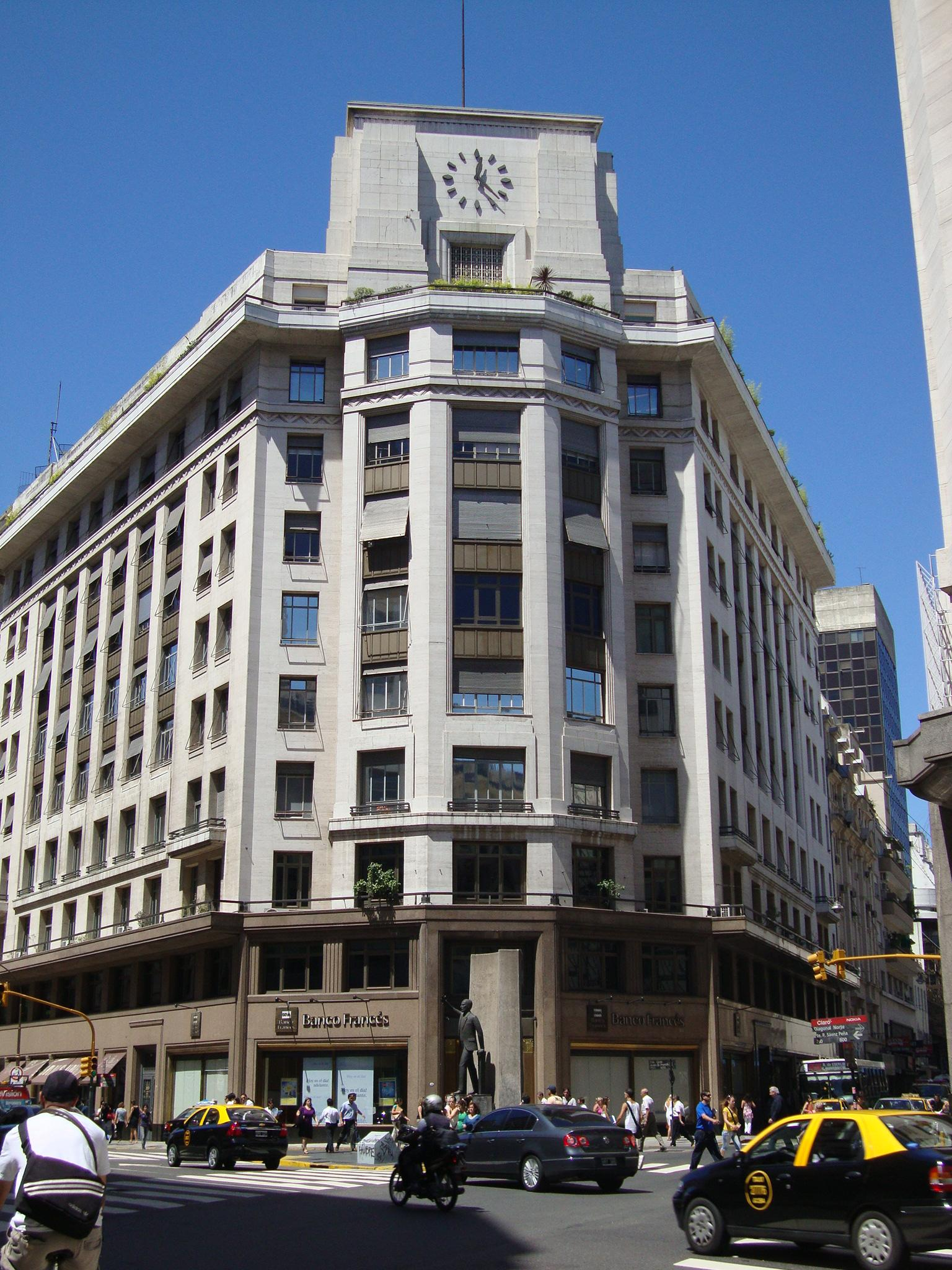
Shell Mex building